# فاشیتون (آلاباما)
فاشیتون (به انگلیسی: Fosheeton) یک منطقهٔ مسکونی در ایالات متحده آمریکا است که در آلاباما واقع شده است. فاشیتون ۲۲۵٫۸۶ متر بالاتر از سطح دریا واقع شده است.